# Trafics dans l'ombre
Pour plus de détails, voir Fiche technique et Distribution.
Trafics dans l'ombre est un film français réalisé par Antoine d'Ormesson, sorti en 1964.

## Fiche technique
- Titre : Trafics dans l'ombre
- Réalisation : Antoine d'Ormesson
- Scénario : Antoine d'Ormesson
- Photographie : Georges Barsky
- Son : Louis Hochet
- Musique : Antoine d'Ormesson
- Montage : Colette Harel
- Société de production : Sumer Films
- Pays d'origine :  France
- Format : Noir et blanc - 35 mm -
- Durée : 88 minutes
- Date de sortie : France - 28 octobre 1964
- Affiche : Jean Mascii (France)

## Distribution
- Michel Auclair
- Anne Doat
- Claudine Coster
- Gisèle Grimm
- Alain Quercy
- Gabriel Jabbour
- Jean-Pierre Zola

## Accueil critique
- « Simpliste et obscur, naïf et tarabiscoté, le premier film d'Antoine d'Ormesson ne donne guère envie de souhaiter bonne chance à ce nouveau venu » - Cinéma 64, no 91, décembre 1964, p. 130